# Ewan MacDonald
Ewan MacDonald (ur. 17 listopada 1975 w Inverness) – szkocki curler, trzykrotny mistrz świata, do sezonu 2009/2010 był wicekapitanem w drużynie Davida Murodcha.
W curling zaczął grać w 1985. Na arenie międzynarodowej po raz pierwszy pojawił się w 1997 podczas Mistrzostw Świata Juniorów, był wówczas rezerwowym i nie zagrał w żadnym meczu. Dwa lata później jako drugi u Hammy’ego McMillana stanął na najwyższym stopniu podium Mistrzostw Świata 1999, kiedy to Szkocja w finale pokonała Kanadę (Jeff Stoughton) 6:5. Pod koniec tego samego roku Szkoci triumfowali w Mistrzostwach Europy. W 2000 zespół McMillana przegrywał w rozgrywkach krajowych, reprezentował ponownie Szkocję na Mistrzostwach Europy 2001, gdzie zajął 5. miejsce.
W 2002 MacDonald był członkiem reprezentacji Wielkiej Brytanii na ZIO 2002. Szkocja występ w Salt Lakce City zakończyła w bilansem 3-6 na 7. pozycji. Półtora miesiąca później na MŚ 2002 Ewan wraz z drużyną, której skipem był Warwick Smith wywalczył brązowe medale. Występy w kolejnych mistrzostwach świata (2003–2004) kończyły się na 7. i 5. miejscu. W 2004 to Ewan MacDonald był kapitanem drużyny. W MŚ 2005, gdy MacDonald był rezerwowym, ekipa Davida Murdocha dotarła do finału. W sezonie 2005/2006 MacDonald znalazł się jako trzeci na stałe w drużynie z Lockerbie i zdobył wraz z nią brązowe medale Mistrzostw Europy 2005.
Drugi występ na Zimowych Igrzyskach Olimpijskich w 2006 był bardziej udany, Wielka Brytania dotarła do małego finału, gdzie uległa Stanom Zjednoczonym (Pete Fenson) 6:8. Podobnie jak przy poprzedniej olimpiadzie MacDonald lepszy rezultat osiągnął w MŚ 2006 zdobywając swój drugi tytuł mistrza świata. Podczas ME 2006 Szkocja dotarła do finału, gdzie uległa 6:7 gospodarzom – Szwajcarom (Andreas Schwaller). Wyjazd na Mistrzostwa Świata Mężczyzn 2007 wywalczył Warwick Smith, który zaproponował MacDonaldowi pozycję rezerwowego. MacDonald wystąpił w 7 meczach, jednak Szkocja uplasowała się na dalekim 9. miejscu.
Sezon 2008/2009 należał do jednych z najbardziej udanych, w grudniu drużyna Murdocha zdobyła tytuł mistrzów Europy 2008, a w marcu po bardzo zaciętym finale przeciwko Kanadzie (Kevin Martin) tytuł mistrzów świata 2009. Jako obrońcy złotych medali a zarazem gospodarze na ME 2009 Szkocja przegrała 3:7 dolny mecz Page playoff przeciwko Szwajcarom (Ralph Stöckli).
W lutym 2010 Ewan MacDonald po raz trzeci wystąpił na Zimowych Igrzyskach Olimpijskich. W Vancouver Brytyjczycy z bilansem 5-4 zakwalifikowali się do tie-breaker, gdzie ulegli Szwedom (Niklas Edin) 6:7 i ostatecznie uplasowali się na 5. miejscu.
Po sezonie olimpijskim Ewan stworzył własną drużynę. W tym czasie MacDonald odnosił sukcesy w konkurencji mikstowej. Dowodził szkocką drużyną na Mistrzostwach Europy 2012. W fazie finałowej Szkoci pokonując Czechów i Austriaków dotarli do finału. W ostatnim meczu turnieju triumfowali wynikiem 8:4 nad Szwedami (Rickard Hallström). Rok później Szkoci byli gospodarzami zawodów, dotarli do finału, w którym przegrali z Niemcami (Andreas Kapp) 4:5.
W 2014 jego męska ekipa wygrała mistrzostwa Szkocji - pokonując w finale 6:4 Davida Edwardsa. Mistrzostwa Świata po wygraniu trzech meczów Szkoci zakończyli na 9. miejscu.

## Wielki Szlem
| Turniej                | 2005/2006 | 2009/2010 |
| ---------------------- | --------- | --------- |
| Canadian Open          | A         | A         |
| World Cup of Curling   | A         | x         |
| The National           | x         | A         |
| Players’ Championships | A         | A         |

| A  | = nie uczestniczył                         |
| x  | = nie zakwalifikował się do fazy finałowej |
| QF | = ćwierćfinał                              |
| SF | = półfinał                                 |
| F  | = finał                                    |
| W  | = zwycięstwo                               |

## Drużyna
|           | Czwarty        | Trzeci         | Drugi          | Otwierający  |
| --------- | -------------- | -------------- | -------------- | ------------ |
| 2013/2015 | Ewan MacDonald | Duncan Fernie  | David Reid     | Euan Byers   |
| 2012/2013 | Ewan MacDonald | Duncan Fernie  | Ally Fraser    | Euan Byers   |
| 2010/2012 | Ewan MacDonald | Graeme Connal  | Peter Loudon   | Euan Byers   |
| 2006/2010 | David Murdoch  | Ewan MacDonald | Peter Smith    | Euan Byers   |
| ZIO 2006  | David Murdoch  | Ewan MacDonald | Warwick Smith  | Euan Byers   |
| ME 2005   | David Murdoch  | Craig Wilson   | Ewan MacDonald | Euan Byers   |
| MŚ 2004   | Ewan MacDonald | Warwick Smith  | David Hay      | Peter Loudon |
| MŚ 2003   | Warwick Smith  | Peter Smith    | Ewan MacDonald | David Hay    |
| MŚ 2002   | Warwick Smith  | Norman Brown   | Ewan MacDonald | Peter Loudon |
| ZIO 2002  | Hammy McMillan | Warwick Smith  | Ewan MacDonald | Peter Loudon |
| ME 2001   | Hammy McMillan | Warwick Smith  | Ewan MacDonald | Norman Brown |
| 1998/2000 | Hammy McMillan | Warwick Smith  | Ewan MacDonald | Peter Loudon |